# The Laird's Daughter
The Laird's Daughter è un cortometraggio muto del 1912 diretto da Richard Garrick.

## Produzione
Il film fu prodotto dalla Selig Polyscope Company.

## Distribuzione
Distribuito dalla General Film Company, il film - un cortometraggio di una bobina - uscì nelle sale cinematografiche statunitensi il 26 agosto 1912. Venne distribuito il 17 novembre 1912 anche nel Regno Unito.